# Catherine Stihler
Catherine Stihler, née le 30 juillet 1973 à Bellshill, est une femme politique britannique, membre du Parti travailliste écossais.

## Biographie
Elle est élue députée européenne pour la première fois lors des élections européennes de 1999 et est réélue lors du scrutin de 2004, puis lors des élections européennes de 2009 dans la circonscription de l'Écosse. C'est la seule femme parmi les six députés européens élus dans cette circonscription.
Au cours de la 7e législature, elle siège au sein de l'Alliance progressiste des socialistes et démocrates au Parlement européen. Elle est membre de la commission du marché intérieur et de la protection des consommateurs après avoir siégé dans les commissions de la pêche et du développement régional lors des précédentes législatures.
Elle est réélue lors des élections européennes de 2014. Elle démissionne de son mandat européen le 31 janvier 2019. Nommée en novembre 2018 directrice générale de l'Open Knowledge Foundation, elle prend ses fonctions en février 2019.